# La bella y la bestia (película de 1992)
La bella y la bestia es una película animada producida por Diane Eskenazi para American Film Investment Corporation II (luego renombrada Golden Films) y estrenada en videocassette el 4 de mayo de 1992.  Es una adaptación del cuento de hadas tradicional del mismo nombre por el guionista Jack Olesker.  Fue distribuida originalmente por Trimark Pictures antes de pasar a manos de Goodtimes Home Video en 1993.  Five Stars Entertainment, S.L. se encargó de su estreno en España ese mismo año, con el título alargado de La leyenda de la bella y la bestia.

## Trama
La bella y la bestia cuenta la historia de Bella y su familia. Cuando se encuentran en la miseria, el padre lleva a sus cinco hijos a vivir a los campos y a trabajar para mantenerse. Un día reciben noticias de que uno de los barcos que pensaban perdidos había llegado al puerto de la ciudad y enseguida se llenan de Esperanza, ya que creen que el barco estará lleno de mercancías valiosas. Sin embargo, el padre de familia recibe una gran desilusión al llegar al puerto y vuelve a casa con las manos vacías. En su tristeza se desvía y se pierde en el bosque, encontrándose en un lugar misterioso donde reposa un grandioso y mágico castillo. El señor pasa la noche en el castillo donde es bien recibido por fuerzas extrañas y al día siguiente antes de irse, recuerda la promesa que le había hecho a su hija Bella y corta una simple rosa de los rosales para llevársela como regalo. Tan pronto corta dicha rosa, aparece el dueño del castillo, una temible bestia enfurecida de que el señor le haya intentado robar después de ofrecerle cobijo. La bestia le advierte que deberá morir por su traición, pero cuando el señor le cuenta sobre su hija y sobre su humilde deseo, la bestia le ordena regresar a casa y traer a Bella a morir en su lugar. El señor, apenado, obedece sin ninguna intención de sacrificar la vida de su preciada hija y pretendiendo regresar él mismo al castillo para ser él quien pague el justo castigo. Sin embargo, al señor se le escapa la verdad y Bella insiste en ser ella la que pague al haber sido ella quien quiso la rosa. Una vez en el castillo, la bestia conoce a Bella y por su encanto es incapaz de hacerle daño, en su lugar, la mantiene como prisionera en su castillo y le ofrece todos los lujos. El mal carácter de la bestia poco a poco se transforma en amistad y cariño y llega a enamorarse de Bella.